# Składy najlepszych zawodniczek mistrzostw Ameryki w koszykówce kobiet
Składy najlepszych zawodniczek mistrzostw Ameryki w koszykówce kobiet – wyróżnienia przyznawane najlepszym zawodniczkom mistrzostw Ameryki w koszykówce kobiet, wybieranym  przez głosowanie dziennikarzy. 
pogrubienie – oznacza MVP turnieju

Zawodniczka (X) – oznacza kolejny wybór tej samej zawodniczki do składu najlepszych koszykarek turnieju 
| Rok  | Zawodnik             | Pozycja    | Zespół            | Przyp. |
| ---- | -------------------- | ---------- | ----------------- | ------ |
| 2011 | Adriana Moisés Pinto | Obrońca    | Brazylia          | [ 1 ]  |
| 2011 | Oyanaisis Gelis      | Obrońca    | Kuba              | [ 1 ]  |
| 2011 | Kim Smith            | Obrońca    | Kanada            | [ 1 ]  |
| 2011 | Érica Sánchez        | Skrzydłowy | Argentyna         | [ 1 ]  |
| 2011 | Érika de Souza       | Środkowa   | Brazylia          | [ 1 ]  |
| 2015 | Melisa Gretter       | Obrońca    | Argentyna         | [ 2 ]  |
| 2015 | Kia Nurse            | Obrońca    | Kanada            | [ 2 ]  |
| 2015 | Yamara Amargo        | Skrzydłowy | Kuba              | [ 2 ]  |
| 2015 | Tamara Tatham        | Skrzydłowy | Kanada            | [ 2 ]  |
| 2015 | Clenia Noblet        | Środkowa   | Kuba              | [ 2 ]  |
| 2017 | Melisa Gretter (2)   | Obrońca    | Argentyna         | [ 3 ]  |
| 2017 | Nirra Fields         | Obrońca    | Kanada            | [ 3 ]  |
| 2017 | Paola Ferrari        | Obrońca    | Paragwaj          | [ 3 ]  |
| 2017 | Allison Gibson       | Skrzydłowy | Portoryko         | [ 3 ]  |
| 2017 | Miranda Ayim         | Skrzydłowy | Kanada            | [ 3 ]  |
| 2019 | Jordin Canada        | Obrońca    | Stany Zjednoczone |        |
| 2019 | Diamond DeShields    | Skrzydłowy | Stany Zjednoczone |        |
| 2019 | Damiris Dantas       | Skrzydłowy | Brazylia          |        |
| 2019 | Kayla Alexander      | Środkowa   | Kanada            |        |
| 2019 | Sylvia Fowles        | Środkowa   | Stany Zjednoczone |        |